# Liste des monuments historiques de Seine-et-Marne
Cet article recense les monuments historiques de Seine-et-Marne, en France.

## Statistiques
Au 30 juillet 2025, la Seine-et-Marne compte 616 édifices comportant au moins une protection au titre des monuments historiques, dont 213 sont classés et 433 sont inscrits. Le total des monuments classés et inscrits est supérieur au nombre total de monuments protégés car plusieurs d'entre eux sont à la fois classés et inscrits.

## Liste
Du fait du nombre de monuments historiques dans le département, leur liste est divisée en deux sections distinctes :
- Liste des monuments historiques de Seine-et-Marne (ouest), correspondant aux arrondissements de Fontainebleau, Melun et Torcy (ouest et sud du département)
- Liste des monuments historiques de Seine-et-Marne (est), correspondant aux arrondissements de Meaux et Provins (est et nord du département)

En outre, les communes suivantes possèdent leur propre liste :
- pour Fontainebleau, la liste des monuments historiques de Fontainebleau
- pour Provins, la liste des monuments historiques de Provins

La liste suivante permet de trouver l'article correspondant à une commune spécifique (pour autant qu'elle possède au moins une protection) :
| Commune                    | Liste |
| -------------------------- | ----- |
| Achères-la-Forêt           | Ouest |
| Amillis                    | Est   |
| Amponville                 | Ouest |
| Arbonne-la-Forêt           | Ouest |
| Arville                    | Ouest |
| Aubepierre-Ozouer-le-Repos | Ouest |
| Aufferville                | Ouest |
| Augers-en-Brie             | Est   |
| Avon                       | Ouest |
| Bagneaux-sur-Loing         | Ouest |
| Bannost-Villegagnon        | Est   |
| Barbizon                   | Ouest |
| Barcy                      | Est   |
| Beauchery-Saint-Martin     | Est   |
| Beaumont-du-Gâtinais       | Ouest |
| Beautheil                  | Est   |
| Bellot                     | Est   |
| Bernay-Vilbert             | Est   |
| Beton-Bazoches             | Est   |
| Blandy                     | Ouest |
| Blennes                    | Ouest |
| Bois-le-Roi                | Ouest |
| Boissise-le-Roi            | Ouest |
| Boissy-aux-Cailles         | Ouest |
| Bombon                     | Ouest |
| Bougligny                  | Ouest |
| Bourron-Marlotte           | Ouest |
| Boutigny                   | Est   |
| Bransles                   | Ouest |
| Bray-sur-Seine             | Est   |
| Brie-Comte-Robert          | Ouest |
| La Brosse-Montceaux        | Est   |
| Brou-sur-Chantereine       | Ouest |
| Burcy                      | Ouest |
| Bussières                  | Est   |
| Bussy-Saint-Georges        | Ouest |
| Bussy-Saint-Martin         | Ouest |
| Buthiers                   | Ouest |
| Cély                       | Ouest |
| Cerneux                    | Est   |
| Chailly-en-Bière           | Ouest |
| Chailly-en-Brie            | Est   |
| Chaintreaux                | Ouest |
| Chalautre-la-Grande        | Est   |
| Chalmaison                 | Est   |
| Chambry                    | Est   |
| Chamigny                   | Est   |
| Champagne-sur-Seine        | Ouest |
| Champcenest                | Est   |
| Champeaux                  | Ouest |
| Champs-sur-Marne           | Ouest |
| La Chapelle-Gauthier       | Ouest |
| La Chapelle-la-Reine       | Ouest |
| La Chapelle-Saint-Sulpice  | Est   |
| Les Chapelles-Bourbon      | Est   |
| Chartrettes                | Ouest |
| Châteaubleau               | Est   |
| Château-Landon             | Ouest |
| Le Châtelet-en-Brie        | Ouest |
| Châtenoy                   | Ouest |
| Châtillon-la-Borde         | Ouest |
| Châtres                    | Ouest |
| Chauconin-Neufmontiers     | Est   |
| Chaumes-en-Brie            | Ouest |
| Chelles                    | Ouest |
| Chenoise                   | Est   |
| Chenou                     | Ouest |
| Chevrainvilliers           | Ouest |
| Chevry-en-Sereine          | Ouest |
| Choisy-en-Brie             | Est   |
| Citry                      | Est   |
| Collégien                  | Ouest |
| Conches-sur-Gondoire       | Ouest |
| Congis-sur-Thérouanne      | Est   |
| Couilly-Pont-aux-Dames     | Est   |
| Coulombs-en-Valois         | Est   |
| Coulommes                  | Est   |
| Coulommiers                | Est   |
| Coupvray                   | Ouest |
| Courpalay                  | Est   |
| Courquetaine               | Ouest |
| Courtomer                  | Ouest |
| Courtry                    | Ouest |
| Crécy-la-Chapelle          | Est   |
| Croissy-Beaubourg          | Ouest |
| La Croix-en-Brie           | Est   |
| Crouy-sur-Ourcq            | Est   |
| Cucharmoy                  | Est   |
| Dammarie-lès-Lys           | Ouest |
| Dammartin-en-Goële         | Est   |
| Dammartin-sur-Tigeaux      | Est   |
| Diant                      | Ouest |
| Donnemarie-Dontilly        | Est   |
| Dormelles                  | Ouest |
| Doue                       | Est   |
| Douy-la-Ramée              | Est   |
| Les Écrennes               | Ouest |
| Écuelles                   | Ouest |
| Égligny                    | Est   |
| Égreville                  | Ouest |
| Épisy                      | Ouest |
| Esbly                      | Est   |
| Esmans                     | Est   |
| Étrépilly                  | Est   |
| Évry-Grégy-sur-Yerre       | Ouest |
| Faremoutiers               | Est   |
| Faÿ-lès-Nemours            | Ouest |
| Féricy                     | Ouest |
| Ferrières-en-Brie          | Ouest |
| La Ferté-Gaucher           | Est   |
| Flagy                      | Ouest |
| Fleury-en-Bière            | Ouest |
| Fontaine-le-Port           | Ouest |
| Fontains                   | Est   |
| Fontenay-Trésigny          | Est   |
| Fromont                    | Ouest |
| Gastins                    | Est   |
| La Genevraye               | Ouest |
| Gouaix                     | Est   |
| Gouvernes                  | Ouest |
| La Grande-Paroisse         | Est   |
| Grandpuits-Bailly-Carrois  | Ouest |
| Grez-sur-Loing             | Ouest |
| Grisy-sur-Seine            | Est   |
| Grisy-Suisnes              | Ouest |
| Guercheville               | Ouest |
| Guermantes                 | Ouest |
| Guignes                    | Ouest |
| Gurcy-le-Châtel            | Est   |
| Héricy                     | Ouest |
| La Houssaye-en-Brie        | Est   |
| Isles-lès-Villenoy         | Est   |
| Jablines                   | Ouest |
| Jaignes                    | Est   |
| Jaulnes                    | Est   |
| Jossigny                   | Ouest |
| Jouarre                    | Est   |
| Jouy-le-Châtel             | Est   |
| Jouy-sur-Morin             | Est   |
| Lagny-sur-Marne            | Ouest |
| Larchant                   | Ouest |
| Laval-en-Brie              | Est   |
| Lescherolles               | Est   |
| Lésigny                    | Ouest |
| Leudon-en-Brie             | Est   |
| Lissy                      | Ouest |
| Liverdy-en-Brie            | Ouest |
| Lizines                    | Est   |
| Lizy-sur-Ourcq             | Est   |
| Longueville                | Est   |
| Lorrez-le-Bocage-Préaux    | Ouest |
| Louan-Villegruis-Fontaine  | Est   |
| Lumigny-Nesles-Ormeaux     | Est   |
| Machault                   | Ouest |
| La Madeleine-sur-Loing     | Ouest |
| Maincy                     | Ouest |
| Maisoncelles-en-Gâtinais   | Ouest |
| Maison-Rouge               | Est   |
| Les Marêts                 | Est   |
| Marles-en-Brie             | Est   |
| Marolles-sur-Seine         | Est   |
| Mauperthuis                | Est   |
| May-en-Multien             | Est   |
| Meaux                      | Est   |
| Melun                      | Ouest |
| Le Mesnil-Amelot           | Est   |
| Misy-sur-Yonne             | Est   |
| Mitry-Mory                 | Est   |
| Moisenay                   | Ouest |
| Moissy-Cramayel            | Ouest |
| Mondreville                | Ouest |
| Mons-en-Montois            | Est   |
| Montarlot                  | Ouest |
| Montceaux-lès-Meaux        | Est   |
| Montceaux-lès-Provins      | Est   |
| Montcourt-Fromonville      | Ouest |
| Montereau-Fault-Yonne      | Est   |
| Montereau-sur-le-Jard      | Ouest |
| Montévrain                 | Ouest |
| Montigny-le-Guesdier       | Est   |
| Montigny-Lencoup           | Est   |
| Montigny-sur-Loing         | Ouest |
| Montmachoux                | Ouest |
| Moret-sur-Loing            | Ouest |
| Mormant                    | Ouest |
| Mortcerf                   | Est   |
| Moussy-le-Neuf             | Est   |
| Moussy-le-Vieux            | Est   |
| Mouy-sur-Seine             | Est   |
| Nandy                      | Ouest |
| Nangis                     | Est   |
| Nanteau-sur-Lunain         | Ouest |
| Nantouillet                | Est   |
| Nemours                    | Ouest |
| Noisiel                    | Ouest |
| Noisy-sur-École            | Ouest |
| Nonville                   | Ouest |
| Noyen-sur-Seine            | Est   |
| Ocquerre                   | Est   |
| Ormesson                   | Ouest |
| Othis                      | Est   |
| Ozoir-la-Ferrière          | Ouest |
| Ozouer-le-Voulgis          | Ouest |
| Paley                      | Ouest |
| Paroy                      | Est   |
| Pécy                       | Est   |
| Perthes                    | Ouest |
| Le Plessis-Placy           | Est   |
| Poigny                     | Est   |
| Pontcarré                  | Ouest |
| Pringy                     | Ouest |
| Rampillon                  | Est   |
| Réau                       | Ouest |
| Recloses                   | Ouest |
| Remauville                 | Ouest |
| La Rochette                | Ouest |
| Rozay-en-Brie              | Est   |
| Rubelles                   | Ouest |
| Rumont                     | Ouest |
| Sablonnières               | Est   |
| Saint-Augustin             | Est   |
| Saint-Brice                | Est   |
| Saint-Cyr-sur-Morin        | Est   |
| Sainte-Colombe             | Est   |
| Saint-Fargeau-Ponthierry   | Ouest |
| Saint-Germain-Laval        | Est   |
| Saint-Loup-de-Naud         | Est   |
| Saint-Mammès               | Ouest |
| Saint-Martin-des-Champs    | Est   |
| Saint-Méry                 | Ouest |
| Saint-Mesmes               | Est   |
| Saint-Pathus               | Est   |
| Saint-Pierre-lès-Nemours   | Ouest |
| Saint-Siméon               | Est   |
| Saint-Thibault-des-Vignes  | Ouest |
| Salins                     | Est   |
| Samois-sur-Seine           | Ouest |
| Samoreau                   | Ouest |
| Sancy-lès-Provins          | Est   |
| Savigny-le-Temple          | Ouest |
| Savins                     | Est   |
| Seine-Port                 | Ouest |
| Servon                     | Ouest |
| Sigy                       | Est   |
| Sivry-Courtry              | Ouest |
| Soignolles-en-Brie         | Ouest |
| Souppes-sur-Loing          | Ouest |
| Sourdun                    | Est   |
| Tancrou                    | Est   |
| Thomery                    | Ouest |
| Thorigny-sur-Marne         | Ouest |
| Thoury-Férottes            | Ouest |
| Torcy                      | Ouest |
| Tournan-en-Brie            | Ouest |
| Tousson                    | Ouest |
| Treuzy-Levelay             | Ouest |
| Trilbardou                 | Est   |
| Ury                        | Ouest |
| Vanvillé                   | Est   |
| Varennes-sur-Seine         | Est   |
| Varreddes                  | Est   |
| Le Vaudoué                 | Ouest |
| Vaudoy-en-Brie             | Est   |
| Vaux-le-Pénil              | Ouest |
| Verdelot                   | Est   |
| Vernou-la-Celle-sur-Seine  | Ouest |
| Vert-Saint-Denis           | Ouest |
| Villebéon                  | Ouest |
| Villecerf                  | Ouest |
| Villemer                   | Ouest |
| Villenauxe-la-Petite       | Est   |
| Villeneuve-sur-Bellot      | Est   |
| Villeneuve-les-Bordes      | Est   |
| Villeneuve-le-Comte        | Est   |
| Ville-Saint-Jacques        | Ouest |
| Villiers-sous-Grez         | Ouest |
| Vimpelles                  | Est   |
| Voulton                    | Est   |
| Voulx                      | Ouest |
| Vulaines-lès-Provins       | Est   |
| Vulaines-sur-Seine         | Ouest |